# 混足鲎科
混足鲎科（学名：Mixopteridae），也称混翅鲎科，是板足鲎目下的一个科。已报道的混翅鲎共2属4种，都是根据志留纪劳俄古陆(Laurussia)的少数化石标本所建立，而且近80年来一直没有发现新的类群。

## 下属分类
本科包括以下属：
- Lanarkopterus Ritchie, 1968
- 混足鲎属 Mixopterus Ruedemann, 1920
- 恐鲎属 Terropterus Wang et al., 2021